# Blanchieren

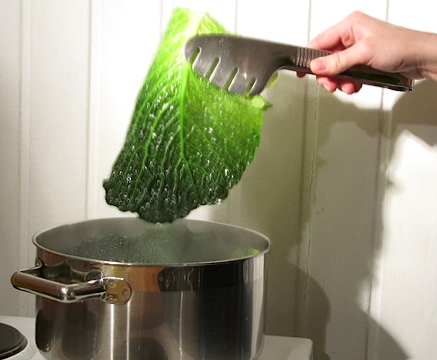
Blanchieren von Wirsingkohlblättern

Blanchieren (von französisch blanchir ‚weiß machen‘), auch Brühen, Überbrühen, Abwällen, ist die Bezeichnung für eine kurzzeitige thermische Behandlung von Lebensmitteln in siedendem Wasser oder in heißem Wasserdampf. Blanchieren gehört zur Gruppe der Vorbereitungsverfahren. Das Garziehen in heißer Flüssigkeit nennt man Pochieren.
Die Oberfläche von Fleisch nimmt beim Blanchieren eine weißliche Farbe an, daher der Name. Das Blanchieren von Fleisch wird auch Steifmachen genannt, da Haut und Oberfläche fester werden. Weitere Vorbereitungen, wie z. B. Spicken, fallen dadurch leichter.
Diese heute vor allem bei Gemüse und Pilzen angewandte Küchentechnik dient in erster Linie dazu, Enzyme zu deaktivieren und dadurch unerwünschte Produktveränderungen (weitere Reifung, enzymatische Bräunung, Abbau von wertvollen Inhaltsstoffen und Entwicklung von Fehlaromen) zu verhindern. Zudem wird durch das Blanchieren Sauerstoff aus dem Gewebe von Gemüse ausgetrieben, die Zellstruktur durch Abbau der Mittellamellen (Lösung respektive Abbau von Pektinstoffen) gelockert, die Keimbelastung reduziert sowie unerwünschte Geschmacksstoffe (kohlartige Gemüse) und Gifte (Pilze) entfernt. Empfindliche Blattgemüse wie Spinat sind nach dem Blanchieren bereits gar und brauchen nur noch gewürzt zu werden. Einige Gemüse wie Tomaten lassen sich nach dem Blanchieren leichter häuten.
Analysen in Blattspinat und Brokkoli haben gezeigt, dass die Peroxidasen als typische in Gemüsen vorhandene Enzyme bereits nach einer Minute Blanchierzeit zu mehr als 90 % inaktiviert sind. Blanchieren in heißem Dampf erhält die wasserlöslichen Inhaltsstoffe wie Vitamin C und Mineralstoffe weitgehend im Gemüse, im Unterschied zu Blanchieren in siedendem Wasser. Fettlösliche Vitamine wie z. B. Provitamin A (beta-Carotin) oder Vitamin E werden durch die kurzzeitige thermische Behandlung aus den pflanzlichen Zellen freigesetzt und sind erst dann für die Ernährung des Menschen verfügbar.
}
Anschließend empfiehlt es sich, das Gargut – besonders Gemüse – in Eiswasser abzuschrecken. Dadurch behält es Farbe, Geschmack und Struktur.
Die meisten Gemüsesorten werden vor dem Tiefgefrieren blanchiert. Neben den bereits oben erwähnten Vorteilen bleiben dadurch Geschmack, Vitamingehalt und die natürliche Farbe (besonders grün) besser erhalten.
Das Häuten von Mandelkernen durch das Überbrühen mit heißem Wasser bezeichnet man ebenso als blanchieren.